# Рутенийтрисамарий
Рутенийтрисамарий — бинарное неорганическое соединение
самария и рутения
с формулой Sm3Ru,
кристаллы.

## Получение
- Сплавление стехиометрических количеств чистых веществ:

{\displaystyle {\mathsf {3Sm+Ru\ {\xrightarrow {980^{o}C}}\ Sm_{3}Ru}}}

## Физические свойства
Рутенийтрисамарий образует кристаллы
тетрагональной сингонии, пространственная группа P nma, параметры ячейки a = 0,7330 нм, b = 0,9461 нм, c = 0,6334 нм, Z = 4,
структура типа карбида трижелеза Fe3C
.
Соединение образуется по перитектической реакции при температуре 980 °C .